# 中華民國—薩摩亞關係
中華民國與薩摩亞獨立國（1997年之前稱西薩摩亞）於1972—1975年有官方外交關係，斷交後，目前沒有在對方首都互設具大使館功能的代表機構。對薩摩亞的相關事務由駐斐濟臺北商務辦事處兼轄。

## 政治

### 外交

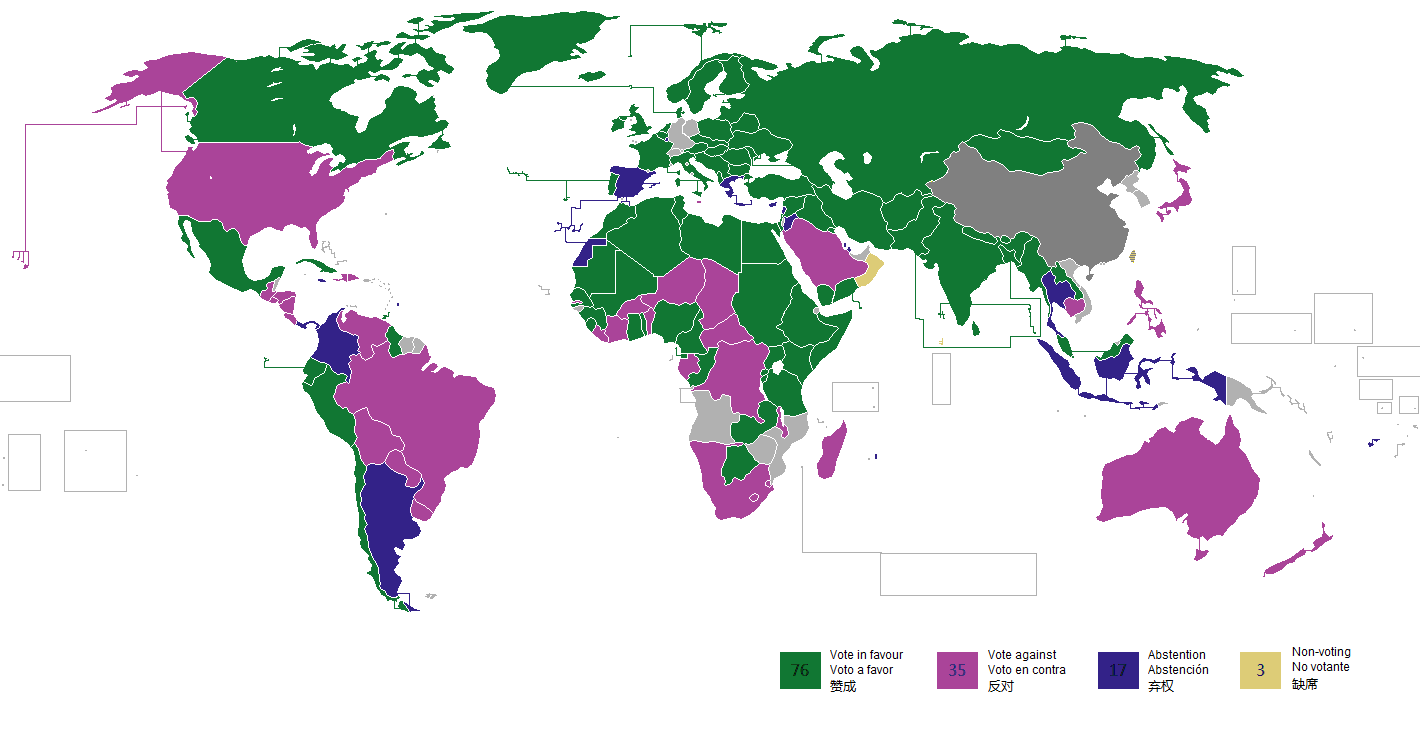
灰色國家表示非聯合國會員國，薩摩亞當時雖已獨立但未加入，因此不能對中華民國續留聯合國一案參與投票，即《聯合國大會2758號決議》。

1912年，中華民國成立後，繼承清朝政府於宣統元年（1909年）在德属萨摩亚設立的駐薩摩島领事馆，由前清廷駐薩摩阿领事繼續擔任。
1920年，德屬薩摩亞改為新西兰的西薩摩亞託管地。
1929年，領事館降格為副領事館。1932年6月14日，更名為駐阿披亞（阿庇亞）副領事館。1946年，再升格為領事館。
1947年，領事館原計劃降格為駐惠灵顿總領事館阿庇亞辦事處，但因駐惠靈頓總領事館無人願意前往阿庇亞擔任辦事領事，最終直接撤銷領事館，且未成立辦事處。
1962年1月1日，成立西薩摩亞獨立國。
1972年5月29日，兩國建立大使級外交關係，但中華民國未設立大使館，由駐澳大利亞大使兼任。西薩摩亞也未設立大使館、派駐大使。
1974年5月3日，簽署《中華民國政府與西薩摩亞政府漁業技術合作協定》。
1975年11月6日，西薩摩亞與中華民國斷交。

## 經濟

### 貿易
| 年分 | 貿易總額  | 貿易總額 | 貿易總額 | 出口至薩摩亞 | 出口至薩摩亞 | 出口至薩摩亞 | 自薩摩亞進口 | 自薩摩亞進口 | 自薩摩亞進口 | 順逆差 |
| 年分 | 金額      | 年增減   | 排名     | 金額         | 年增減       | 排名         | 金額         | 年增減       | 排名         | 順逆差 |
| ---- | --------- | -------- | -------- | ------------ | ------------ | ------------ | ------------ | ------------ | ------------ | ------ |
| 2017 | 2,291,784 | ▼41.0%   | 175      | 2,123,433    | ▼43.8%       | 159          | 168,351      | ▲58.1%       | 180          | 順差▼  |
| 2018 | 3,081,021 | ▲34.4%   | 166      | 2,840,459    | ▲33.8%       | 156          | 240,562      | ▲42.9%       | 176          | 順差▲  |
| 2019 | 4,547,499 | ▲47.6%   | 167      | 3,845,344    | ▲35.4%       | 155          | 702,155      | ▲191.9%      | 163          | 順差▲  |
| 2020 | 5,202,360 | ▲14.4%   | 162      | 5,142,140    | ▲33.7%       | 142          | 60,220       | ▼91.4%       | 189          | 順差▲  |
| 2021 | 3,918,959 | ▼24.7%   | 173      | 3,687,570    | ▼28.3%       | 156          | 231,389      | ▲284.2%      | 176          | 順差▼  |
| 2022 | 4,606,000 | ▲17.5%   | 170      | 4,513,104    | ▲22.4%       | 157          | 92,896       | ▼59.9%       | 184          | 順差▲  |
| 2023 | 4,228,962 | ▼8.2%    | 168      | 4,010,459    | ▼11.1%       | 157          | 218,503      | ▲135.2%      | 169          | 順差▼  |
| 2024 | 5,982,533 | ▲41.5%   | 161      | 5,898,181    | ▲47.1%       | 137          | 84,352       | ▼61.4%       | 180          | 順差▲  |

## 簽證

持中華民國護照的中華民國國民簽證要求分布圖：入境薩摩亞可以免簽證。

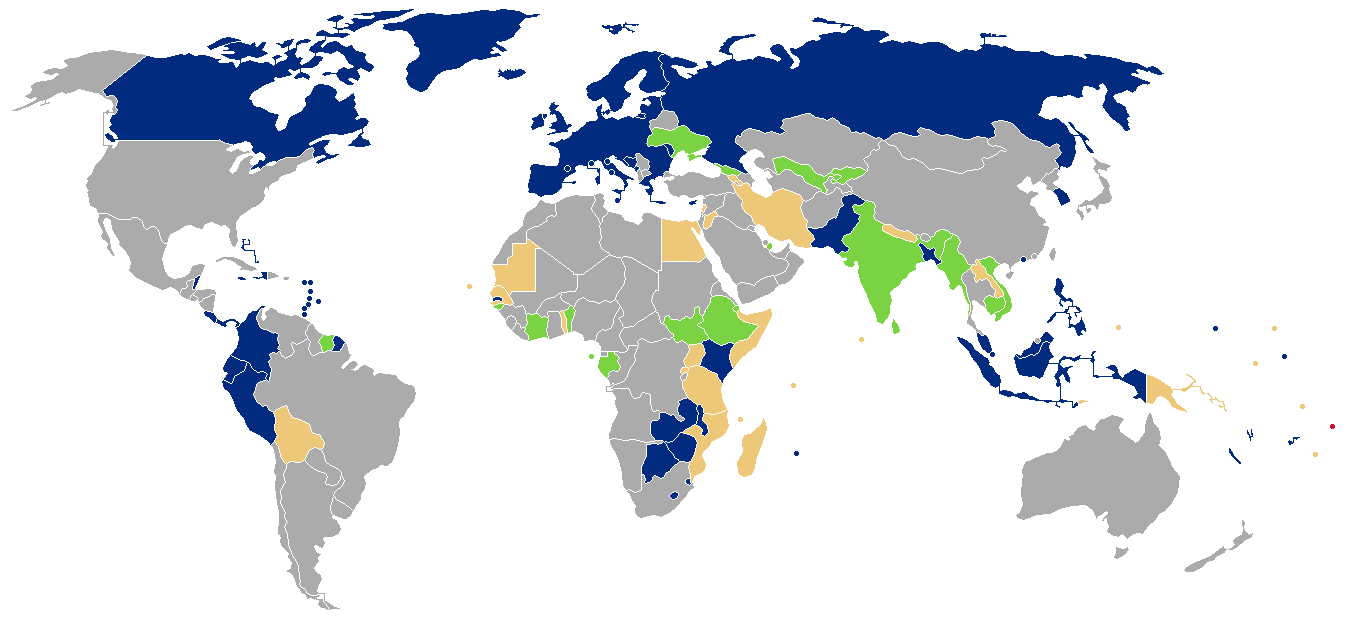
持萨摩亚护照的薩摩亞人口簽證要求分布圖：入境中華民國需要簽證。

目前全世界的外籍人士都可以免簽證的方式入境薩摩亞，持有中華民國護照的中華民國國民可停留最多60天。
持有萨摩亚护照的薩摩亞國民抵台參加由中央政府機關主辦、協辦或贊助之國際會議、運動賽事、商展或其他活動，可以電子簽證入境中華民國，停留最多30天並不得延期。

## 交通

### 航空

#### 客運
兩國無直航班機，可經由（不計航點遠近，截至2023年7月17日）：
- 臺北→海口[註 1]、雪梨、布里斯本、奧克蘭、檀香山，再轉機前往薩摩亞的法莱奥洛国际机场。

## 外部連結
- 中華民國外交部－薩摩亞獨立國簡介 （页面存档备份，存于）
- 駐斐濟臺北商務辦事處
- 外交部領事事務局－國外旅遊警示分級表
- 中華民國衛生福利部－國際旅遊疫情建議等級
- 中華民國國際經濟合作協會 （页面存档备份，存于）